# 人道橋

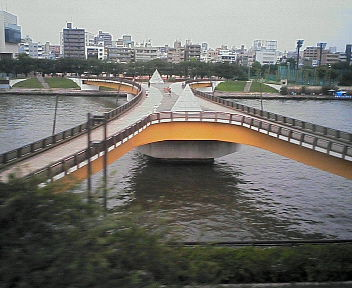
桜橋
（東京都、河川に架かる人道橋）

人道橋（じんどうきょう、英語: pedestrian bridge）は、歩行者が川、海、道路等を越えるために架けられた橋である。

## 種別
人道橋のうち、道路を越えるものを跨道人道橋（こどうじんどうきょう）、線路を越えるものを跨線人道橋（こせんじんどうきょう）という。また、道路橋に近接して架けられた人道橋を側道橋という。横断歩道橋やペデストリアンデッキは、人道橋のひとつである。

### 土木構造物としての人道橋
土木構造物としての人道橋は以下のように分類される。
- 跨道橋[5]
  - 横断歩道橋[5]
  - 自転車等専用橋
    - 歩行者専用橋
    - 自転車専用橋
    - 自転車歩行者専用橋

  - ペデストリアンデッキ[5]
- 跨線橋[5]
- 跨河川橋[5]
- その他（海上橋[5]、側道橋[5]、公園橋等）

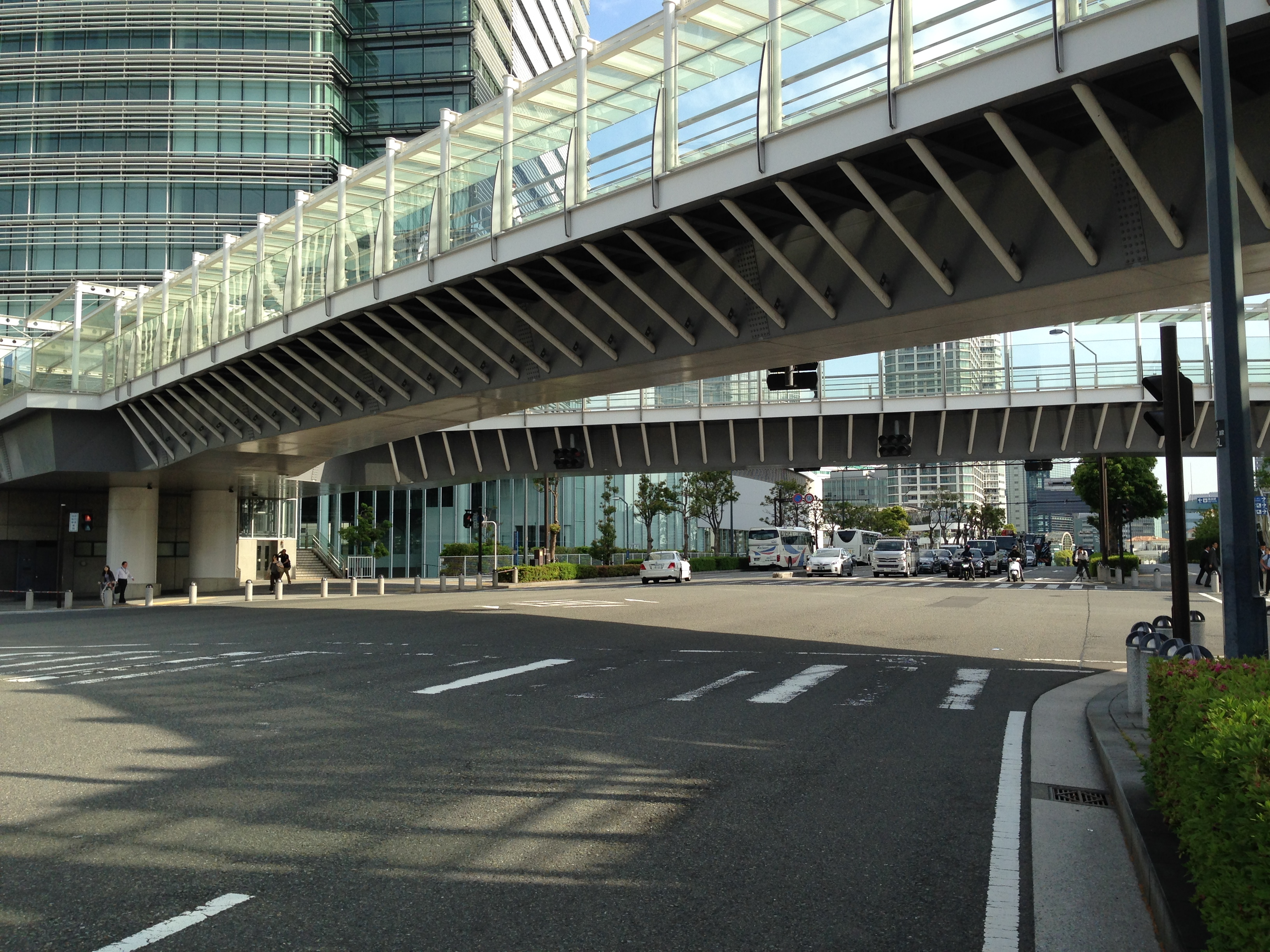
みなとみらい歩道橋 （跨道人道橋）
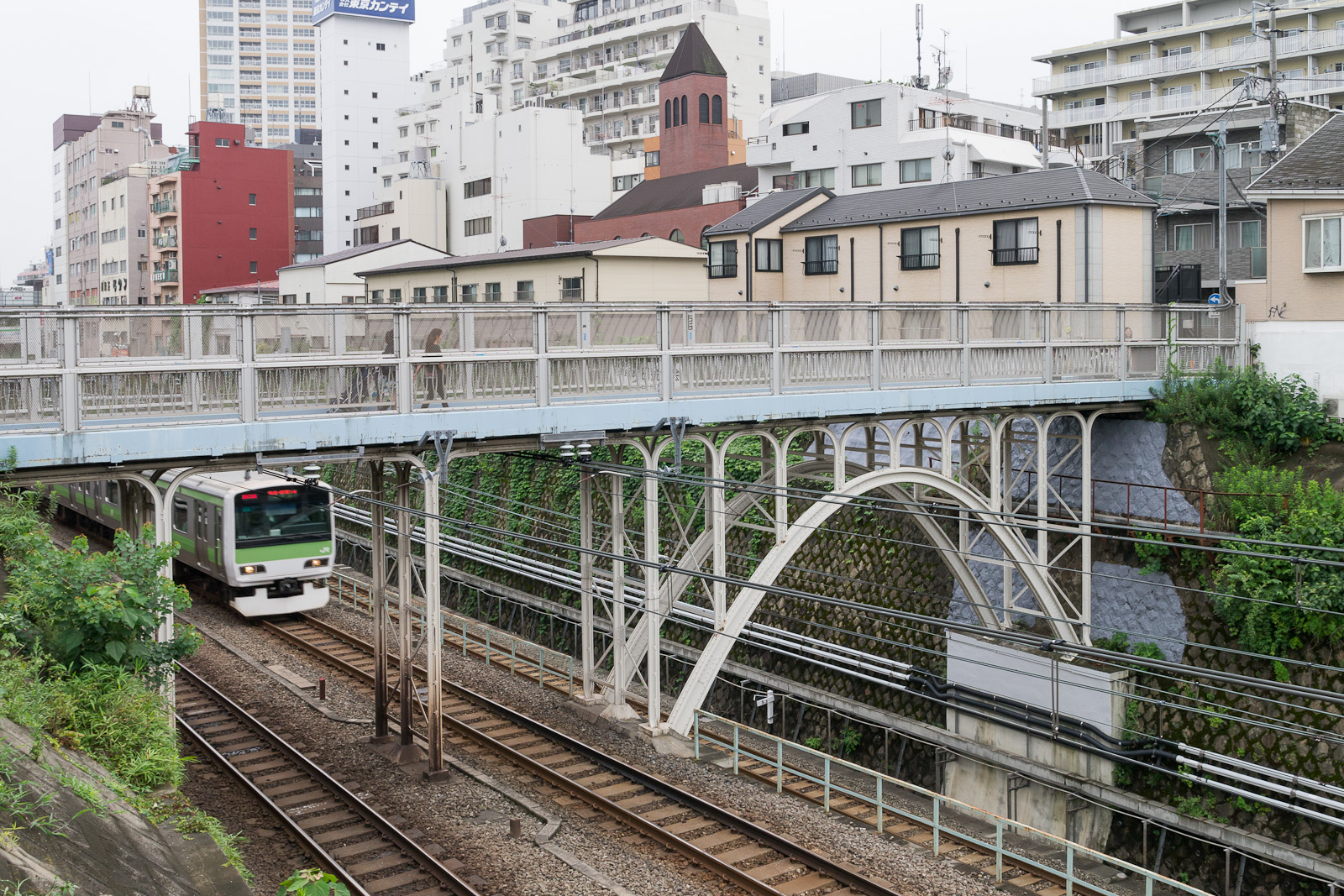
白金桟道橋 （跨線人道橋）
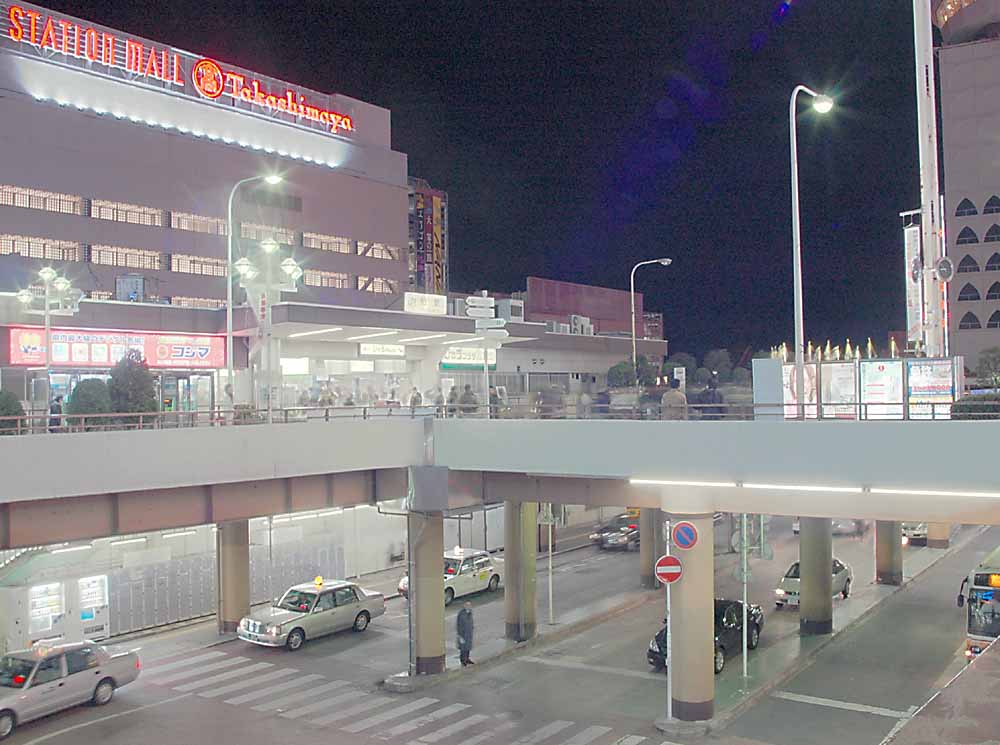
柏駅東口駅前ペデストリアンデッキ

### 八ッ橋

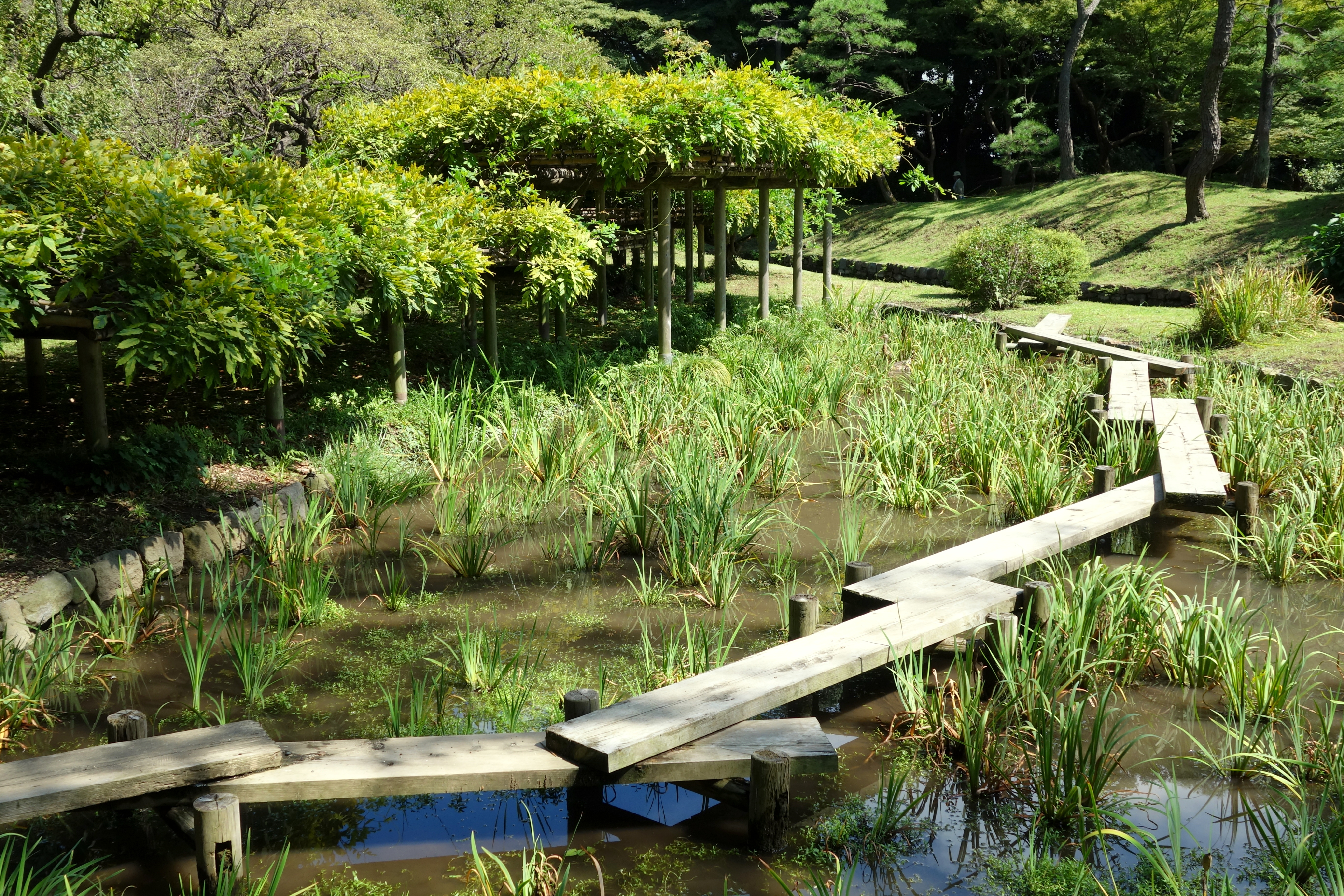
小石川後楽園の八ッ橋

日本庭園などで設けられる歩道橋で、この名の由来は八橋かきつばた園のカキツバタの生育する池にある板の私橋が八つの板でジグザグにつけられて構成されているからきている。現在では、八枚とは限らず、数枚の板をつかって一直線でなくジグザグ橋にして景趣を出す庭の橋は基本的に八ッ橋と述べられる。また庭池もカキツバタの生育池とは限らず、ハナショウブの池などや湿地帯を人を渡らす場でジグザグ形式の橋はつくられる。

## 歴史
第二次世界大戦後の自動車の普及に伴う交通事故急増への対策として、横断歩道橋が設置されるようになったのが人道橋の嚆矢である。日本で最初の横断歩道橋は、1959年（昭和34年）6月に愛知県西春日井郡西枇杷島町（現清須市）の国道22号に設置されたものである。ただし、人道橋としては、これより前の1956年（昭和31年）に東京都渋谷区の渋谷駅前に駅舎と商業ビル等を連絡する延長95m、幅員8mの空中歩廊が完成している。
昭和40年代には人工地盤が造られるようになり、その後、都市景観整備の一環としてペデストリアンデッキが整備されるようになった。日本で初めてのペデストリアンデッキは1966年（昭和41年）に東京都渋谷区の宮下公園に人工地盤として建設されたものである。1972年（昭和47年）には、市街地再開発事業に伴い千葉県柏市の柏駅東口駅前に本格的なペデストリアンデッキが設置された。ペデストリアンデッキはこれを機に日本全国に広まった。
法的には、1965年（昭和40年）の道路法改正で横断歩道橋が規定された。また、1968年（昭和43年）の都市計画法改正では歩行者専用道路が、1970年（昭和45年）の道路構造令改正では自転車専用道路等（歩行者専用道路、自転車専用道路、自転車歩行者専用道路）が、それぞれ規定された。

## 有名な人道橋

### 滝見橋
大分にある人道橋で、「原尻の滝」という、幅120メートルの滝壺の全景を見渡すことができる。

### 三枚とべ橋
徳島県の「三枚とべ」という三段ある滝の、二段目と三段目にかかっている橋。幅1.2メートルと小柄だが、真下に滝が流れているので豪快である。

## 貧困解消のための人道橋
- ボリビア山岳農村地域では、孤立が原因の貧困をなくすために、人道橋がNPO法人Bridges to Prosperity（英語版）によって建てられた。[7]